# Rio Vermelho
Rio Vermelho là một đô thị thuộc bang Minas Gerais, Brasil. Đô thị này có diện tích 987,222 km², dân số năm 2007 là 14856 người, mật độ 14,4 người/km².